# Fahrsicherheitstraining

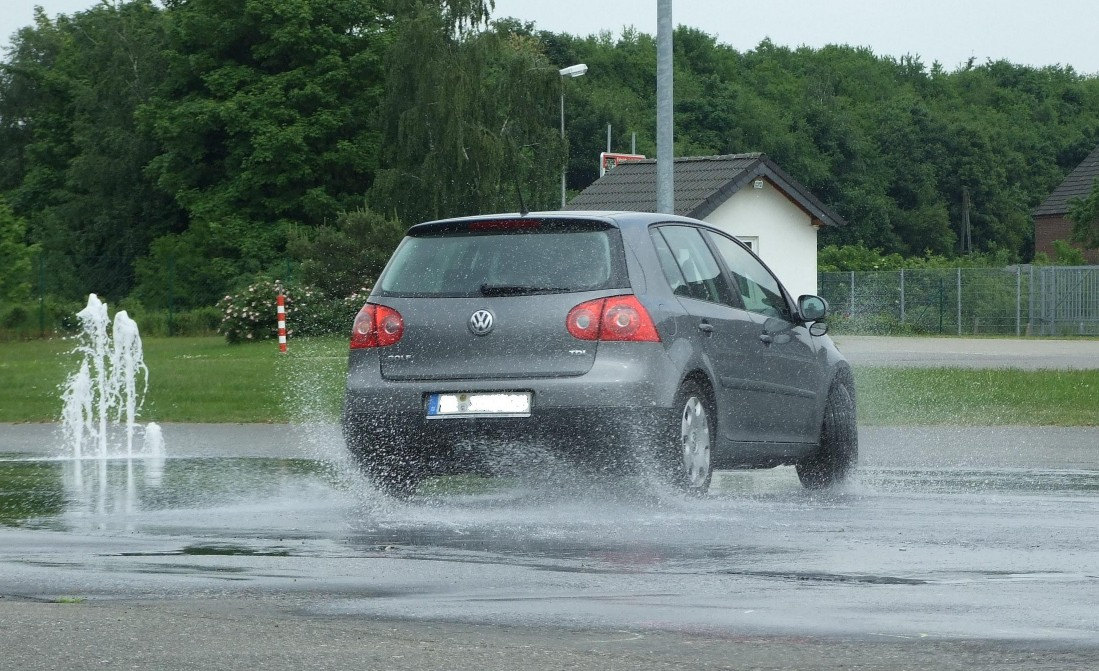
Fahrsicherheitstraining

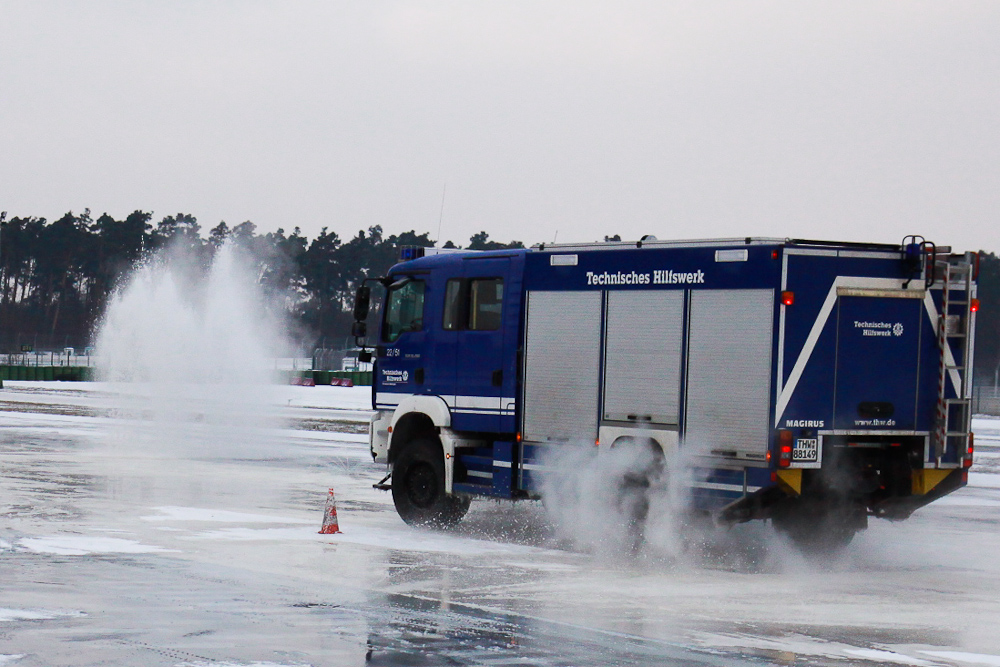
Fahrsicherheitstraining mit Nutzfahrzeugen

Als Fahrsicherheitstraining (kurz SHT) werden spezielle Schulungen für Fahrer von Kraftfahrzeugen bezeichnet.
Die Trainings für unterschiedliche Kraftfahrzeuge werden in aller Regel in einem Fahrsicherheitszentrum veranstaltet.
Historisch betrachtet stellt das Fahrsicherheitstraining einen Baustein der Verkehrssicherheitsarbeit dar, dessen Grundlagen Anfang der 1970er-Jahre durch den ADAC, Verkehrswachten und Automobilhersteller gelegt wurde. In den folgenden Jahren wurden die Trainingsabläufe der sogenannten „Schleuderkurse“ weiterentwickelt, um diverse Module erweitert und 1975 unter dem Namen „DVR-Sicherheitstraining“ eingeführt.
Die Teilnehmer sollen durch die Kurse Gefahren im Straßenverkehr rechtzeitig erkennen können und durch vorausschauende Fahrweise vermeiden. Ein Ziel der Kurse ist es, dass die Teilnehmer kritische Situationen durch Wissen und Fahrzeugbeherrschung bewältigen können. Zudem soll eine Sensibilisierung für die Wirkungsweisen moderner Fahrzeugtechnik (zum Beispiel ABS, ESP, ASR, Fahrerassistenzsysteme) erwirkt werden.
Die Zielsetzung lautet:
„Gefahren erkennen, Gefahren vermeiden, Gefahren bewältigen.“

## Veranstalter
Die Trägerschaft des Fahrsicherheitstraining, nach den Richtlinien des DVR, teilen sich in Deutschland etwa 50 Veranstalter, überwiegend der ADAC: mit ca. 60 Trainingsplätzen und die Verkehrswacht als Veranstalter für die Berufsgenossenschaften im Rahmen des Unfallverhütungstraining. Die Trainer bzw. Moderatoren der Kurse sind vom jeweiligen Ausrichter, als Lizenznehmer des DVR, besonders geschult und müssen von diesem zertifiziert sein. Auf über 80 Trainingsplätzen werden so jedes Jahr über 100.000 Kursteilnehmer gezählt. In Österreich werden Sicherheitstrainings vom ÖAMTC und diversen qualifizierten Fahrschulen angeboten.

## Trainingsarten
Der DVR definiert unterschiedliche Trainings und Sicherheitsprogramme.

### Pkw-SHT

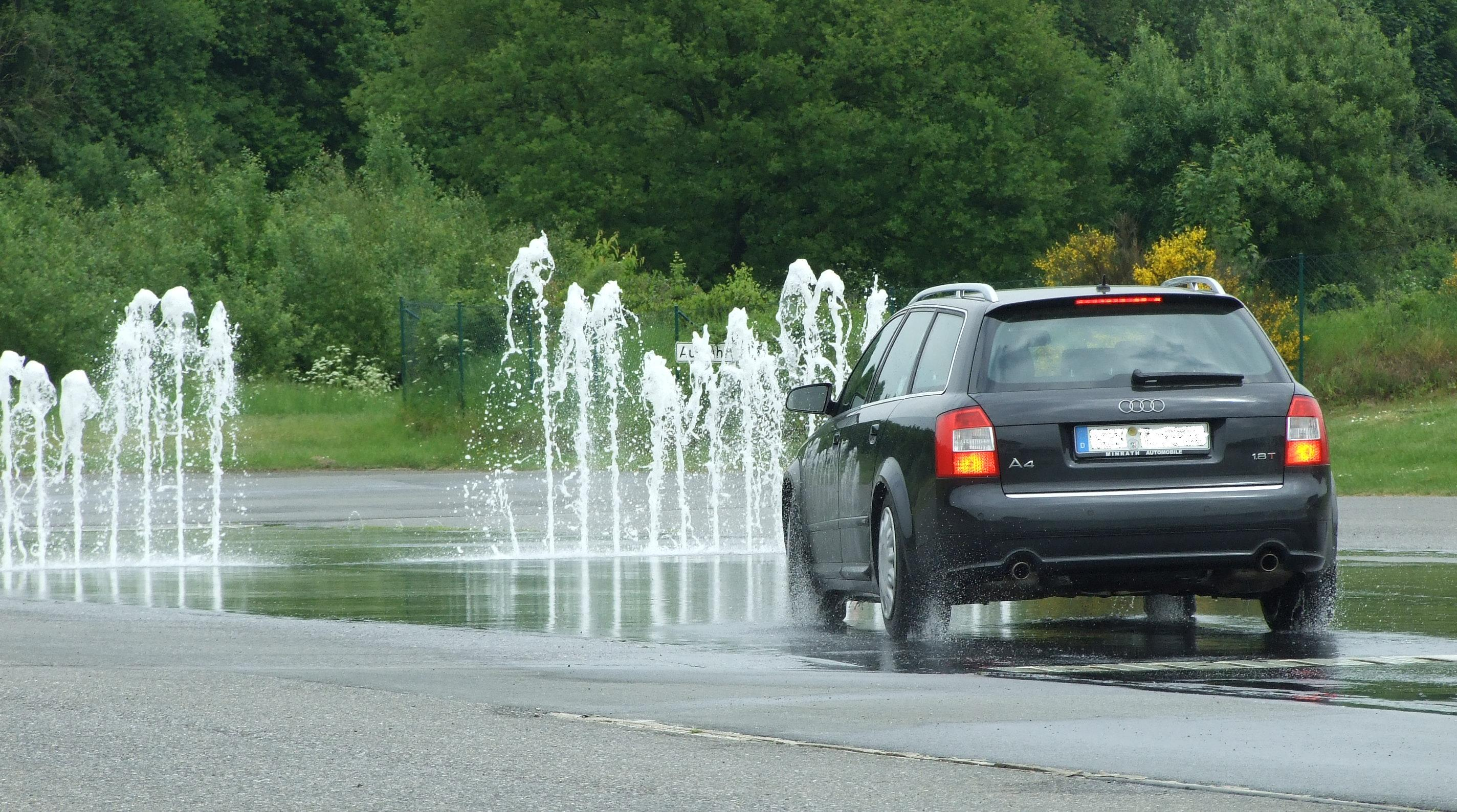
Künstliche Wasserwand zur Simulation eines plötzlich auftretenden Hindernisses

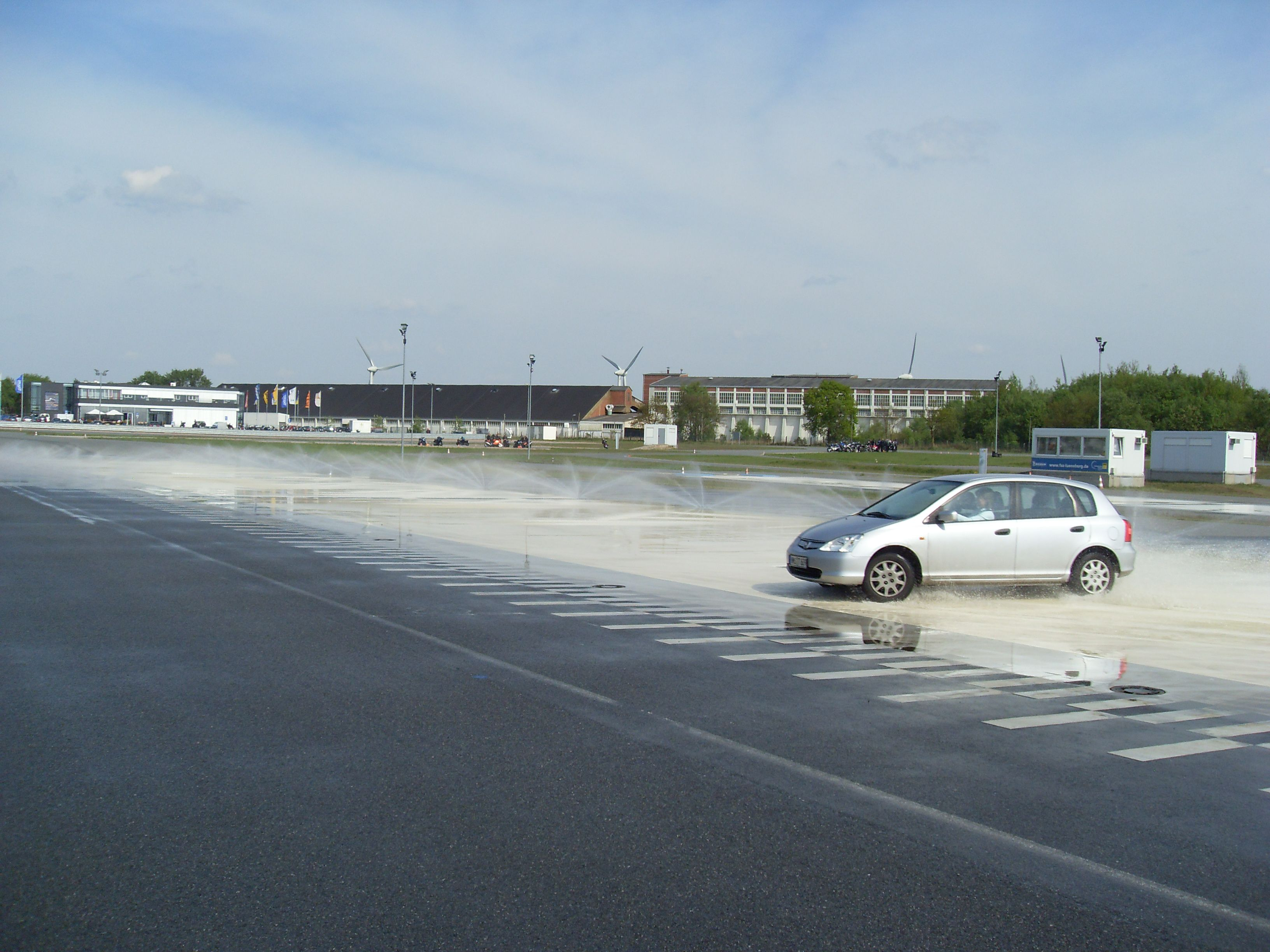
Das Ausbrechen nach Überfahrt der Dynamikplatte kann nicht immer verhindert werden, hier ist es ohne Folgen

Je nach Vorkenntnis der Kursteilnehmer wird das Fahrsicherheitstraining in verschiedene Schwierigkeitsgrade gestaffelt (z. B. Aufbaukurs, Fortgeschrittene, Perfektionstraining etc.). Das Training beginnt stets mit einer theoretischen Einführung in den Programmablauf. Dabei wird besonders auf die Kenntnisse und Wünsche der Teilnehmer, die Fahrphysik, die aktuelle Fahrzeugtechnik (Antiblockiersystem, Electronic Stability Control) und deren Grenzen eingegangen. Eine Untersuchung der DEKRA ergab, dass durch die bewässerten Übungsflächen kein messbarer Reifenverschleiß an den Fahrzeugen festzustellen sei; bei den Vollbremsübungen auf trockenen Flächen wäre die Abnutzung entsprechend einer normalen Fahrstrecke von ca. 500 km anzunehmen. Beim Pkw-SHT dominiert der Männeranteil mit 75,5 %.
Vor Fahrtbeginn wird die richtige Sitzposition vor dem Hintergrund der optimalen Fahrzeugbeherrschung sowie der möglichen Verletzungsgefahr durch den Airbag überprüft:
- Rückenlehne im 110°-Winkel (Erläuterung des Begriffs Submarining)
- Armhaltung im 90°-Winkel zum Lenkrad

In Kleingruppen mit maximal 12 Teilnehmern wird die praktische Erfahrung der Fahrphysik z. B. in folgenden Übungen vorgenommen:
- Vollbremsungen mit dem sogenannten „Büffeltritt“ (bei Fahrzeugen mit Bremsassistent geht bei einer korrekten Vollbremsung die Warnblinkanlage an)
- „Erfahren“ des Bremswegs bei unterschiedlichen Geschwindigkeiten und Fahrbahnbelägen
- Brems- und Ausweichmanöver auf unterschiedlichen Fahrbahnbelägen und vor einer Wasserwand (effektiver Lenkwinkel, „Lenkradreißen“)
- Kreisbahnfahrten mit provoziertem Untersteuern bzw. Übersteuern durch das Gaspedal
- Slalom- und Kurvenfahrten hinsichtlich der „Blickschulung“ und der Lenkradhaltung (viertel vor 3)
- Simulation eines ausbrechenden Hecks nach Überfahren der Dynamikplatte (Schleuderplatte) und anschließendes Abfangen des Wagens
- Rückwärtsfahren um Hindernisse

### Motorrad-SHT
Das Motorrad-Fahrsicherheitstraining wurde erstmals 1978 durchgeführt. Während die erste Stufe des Motorrad-SHT vom ADAC konzipiert wurde, erfolgte die Weiterentwicklung durch das Institut für Zweiradsicherheit aus der Sicht der Pädagogik und Psychologie. Für die seit 1999 gültige dritte Stufe ist der DVR verantwortlich. Von 1979 bis 2003 nahmen 183.346 Motorradfahrer an einem Fahrsicherheitstraining teil. Die Altersgruppe von 35 bis 65 Jahre stellt das größte Kontingent dar. Je nach Vorkenntnis der Fahrer werden die Kurse in Einstieg-, Basis-, Intensiv- und Perfektionstraining unterteilt; auch Tagesausfahrten nach erfolgtem Training werden angeboten.
Zum Warmfahren erfolgt das
- „Motorradturnen“ (stehend, einbeinig, auf dem Tank sitzend etc.), danach
- extreme Langsamfahrt für die Balanceschulung,
- Slalomfahrten („Schwingtechnik“),
- Kreisfahrten (vordergründig die Blickschulung und „Kopfhaltung“),
- Bremsübungen (Vollbremsung bis zum Stand) sowie
- Brems- und Ausweichübungen („Lenkimpulstechnik“).

### Motorrad-SHT im Realverkehr
Neben dem klassischen Motorrad-Sicherheitstraining (MST) wurde eine neue Form des SHT entwickelt: Sicherheits-Touren im realen Straßenverkehr. Um diese neue Art des SHT bekannt zu machen, hat die Unfallforschung der Versicherer (UDV) zusammen mit dem Deutschen Verkehrssicherheitsrat und den Zeitschriften „Tourenfahrer“ und „Motorradfahrer“ die German-Safety-Tour ins Leben gerufen. Pro Jahr finden bei der GST je 10 Motorrad-Sicherheitstouren mit je 10 Teilnehmern statt.
„Trainiert“ wird bei der GST während einer Gruppenausfahrt. An den Stationen einer Tour werden unter Anleitung der Trainer gezielt fahrpraktische Übungen zur Verbesserung der Fahrzeugbeherrschung durchgeführt. Ein entscheidender Bestandteil der Tour ist die Selbst- und Fremdbeobachtung während der Ausfahrten. Zur Steuerung der Beobachtungen werden den Teilnehmern Aufgaben gestellt. Sie sollen z. B. besonders auf den Fahrbahnverlauf oder Fahrzeuge im Querverkehr achten. Während der Tour erstellte Videoaufzeichnungen werden ebenfalls ausgewertet. Die Sicherheitstour soll auf diese Weise die Handlungskompetenz der Teilnehmer fördern, die für eine sicherheitsorientierte, defensive Fahrweise im Straßenverkehr erforderlich ist. Soziale Aspekte des Verkehrsverhaltens erhalten dabei ein besonderes Gewicht.
Der DVR hat das „Training im Realverkehr“ zertifizieren lassen und ist dabei ein Handbuch für Moderatoren zu entwickeln, damit die Inhalte der GST als „Training im Realverkehr“ zukünftig flächendeckend in Deutschland angeboten werden können.

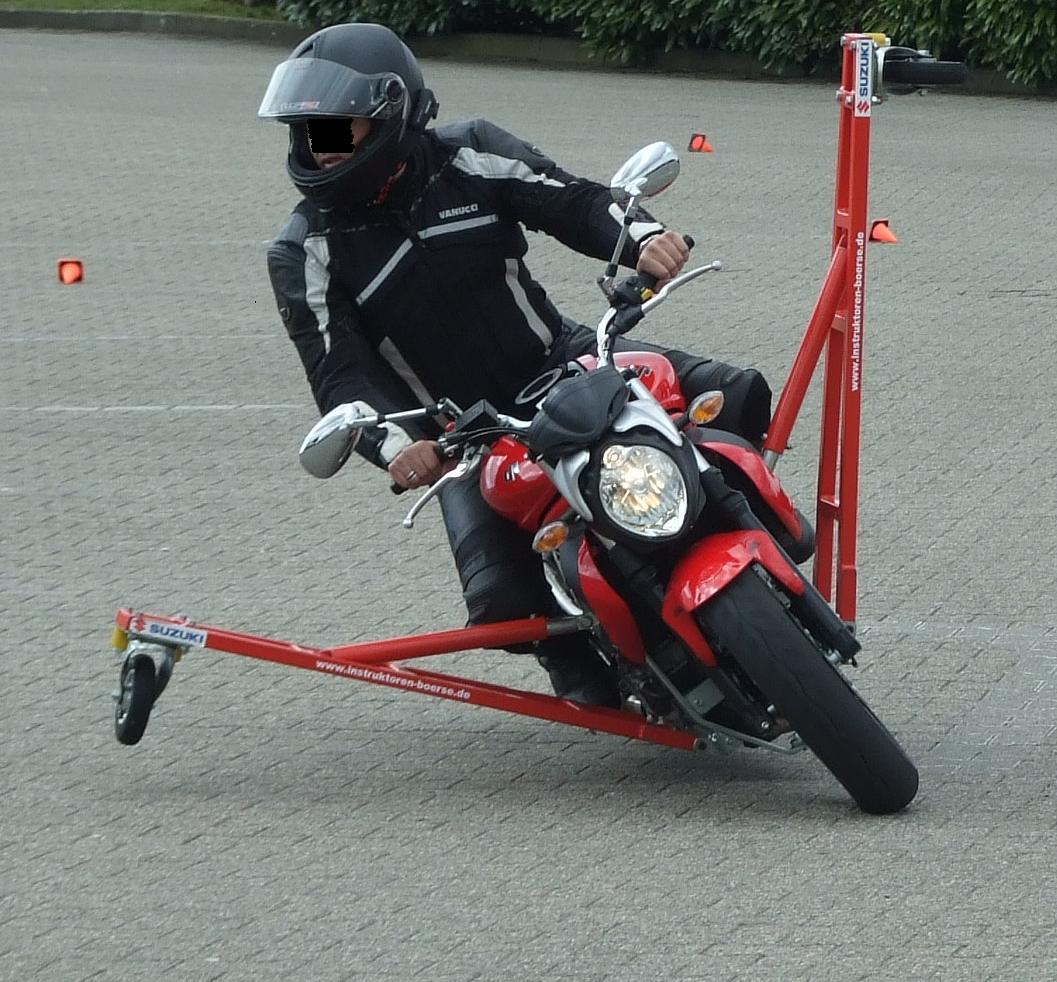
Schräglagentraining

### Motorrad-Schräglagentraining
Um die Angst vor starker Schräglage zu mildern, gibt es die Möglichkeit auf abgesperrten Plätzen ein Schräglagentraining zu absolvieren. Ein speziell umgerüstetes Motorrad, mit zwei seitlichen Auslegern, verhindert ein Umkippen in Schräglage. Der mögliche Rollwinkel ist variabel einstellbar; üblich sind 5 Grad Schritte von 20 Grad bis 55 Grad Schräglage. Das Schräglagentraining wird von verschiedenen Anbietern als Ergänzungskurs im Rahmen eines Fahrsicherheitstraining angeboten. Motorräder mit Sturzverhinderern (seitliche Ausleger) sind seit den ersten Fahrversuchen mit Antiblockiersystemen bekannt.

### Andere Fahrzeuge
- Transporter: Bremsen, Brems- und Ausweichübungen, Ladungssicherung
- Lkw: Bremsen, Brems- und Ausweichübungen, Ladungssicherung, Rangierübungen
- Bus: Bremsen, Brems- und Ausweichübungen, Rangierübungen
- Tankwagen: Kippgrenze bei Kurvenfahrt
- Geländewagen: Kippgrenze im Gelände, Berg- und Talfahrt
- Campingfahrzeuge: Spezielles Training für Gespanne oder Wohnmobile
- Einsatzwagen: Pkw-Einsatzwagen siehe Pkw-Übungen, Lkw-Einsatzfahrzeuge siehe Lkw-Übungen
- Personenschützer: gesondertes Training

Übungen zur energiesparenden Fahrweise sind Bestandteil einer gesonderten Schulung.

## Erfolgsbilanz
Statistische Erhebungen von verschiedenen Firmen ergaben für die Teilnehmer an einem Fahrsicherheitstraining eine signifikante Verringerung von Unfällen sowie eine merkliche Reduzierung des Verbrauchs nach der Teilnahme an einem „Eco-Training“.